# Болдовське сільське поселення
Бо́лдовське сільське поселення (рос. Болдовское сельское поселение) — муніципальне утворення у складі Рузаєвського району Мордовії, Росія. Адміністративний центр — село Болдово.

## Населення
Населення — 810 осіб (2019, 906 у 2010, 944 у 2002).

## Склад
До складу поселення входять такі населені пункти:
| Населений пункт            | Населення, осіб (2002) | Населення, осіб (2010) |
| -------------------------- | ---------------------- | ---------------------- |
| Болдово, село              | 674                    | 634                    |
| Нова Муравйовка, село      | 268                    | 272                    |
| Стара Муравйовка, присілок | 2                      | 0                      |